# Gevorg Nranyan
Gevorg Nranyan (in armeno Գևորգ Նռանյան?; Erevan, 9 marzo 1986) è un ex calciatore armeno, di ruolo attaccante.

## Palmarès

### Competizioni nazionali
- Coppa d'Armenia: 1

Ararat: 2008
Ganjasar: 2017-2018
- Supercoppa d'Armenia: 1

Ararat: 2009
Banants: 2015
- Campionato armeno: 2

Ulisses: 2011
Alaškert: 2016-2017